# HMS Diomede (D92)
HMS Diomede var en lätt kryssare av Danae-klass i Royal Navy. Hon byggdes av Vickers Armstrong i Barrow, men färdigställdes för sent för att kunna delta i första världskriget. Mellan krigen tjänstgjorde hon i Stilla havet, i Ostindien och från och med 1936 placerades hon i reserv. Under andra världskriget tjänstgjorde hon under fyra år, då hon bland annat hon tillfångatog besättningen på den tyska blockadlöparen Idarwald efter att de hade borrat fartyget i sank. Mellan den 22 juli 1942 och den 24 september 1943 byggdes hon om till ett utbildningsfartyg vid Rosyth Dockyard. År 1945 placerades hon i reserv och skrotades ett år senare.

## Bakgrund

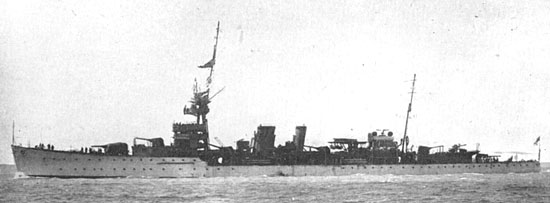
HMS Diomede 1922.

Under första världskriget antydde underrättelserapporter att tyskarna höll på att bygga en ny klass av kryssare som kunde överträffa de befintliga lätta kryssarna i C-klassen. Man trodde att en förbättrad C-klass med en extra 15,2 cm kanon i fören (och den nödvändiga ökningen av bredden och anpassningen av överbyggnaden) skulle utklassa de tyska kryssarna. I september 1916 sjösattes de tre första fartygen i den nya klassen (Danae, Dauntless och Dragon) och en andra grupp (Delhi, Dunedin och Durban) beställdes i juli 1917.
Diomede, var en del av den tredje gruppen som beställdes i mars 1918. Denna grupp skulle ha bestått av sex fartyg, men i slutet av kriget reducerades den till två, Diomede och Despatch. Diomede kölsträcktes på Vickers Armstrong i Barrow-in-Furness i mitten av 1918, men efter sjösättningen 1919 avbröts arbetet. År 1922 bogserades hon till Royal Dockyard i Portsmouth och färdigställdes den 22 februari. Före färdigställandet hade man diskuterat om hon skulle kunna omvandlas till en kunglig yacht, men det blev inget av idén.

## Tidig tjänstgöring
När Diomede togs i bruk placerades hon 1922 i den 5:e lätta kryssareskadern i Asien. År 1925 förflyttades hon till New Zealand Division of the Royal Navy i Devonport där hon tjänstgjorde fram till 1935, bortsett från en ombyggnad 1929-1930. År 1931 gav hon hjälp till staden Napier i Nya Zeeland efter den förödande jordbävningen i Hawkes Bay och levererade medicinsk personal, utrustning, vakter och brandmän, tillsammans med sitt systerfartyg Dunedin. Därefter eskorterade Diomede den skadade slupen Veronica till Auckland.
När man meddelade att de två kryssarna i New Zeeland-divisionen skulle ersättas av kryssare av Leander-klassen påbörjade Diomede 1935 sin resa hem till Storbritannien för att placeras i reserv. På vägen dit bröt Abessinienkrisen ut och hon tilldelades den 4:e lätta kryssarskvadronen, en del av East Indies Station baserad i Aden för eventuella insatser mot italienarna. Efter att ha avlösts av kryssaren Achilles den 31 mars 1936 togs hon ur tjänst och tillbringade de följande tre åren i reservflottan eller som trupptransportfartyg.

## Andra världskriget
Med den ökande sannolikheten för krig återaktiverades Diomede. Den 3 september 1939 var hon en del av den 7:e kryssarskvadronen och utförde patruller i nordliga vatten. Innan 7:e kryssareskadern skickades till Medelhavet 1940 på grund av det italienska hotet var Diomede knuten till 8:e kryssareskadern på North America and West Indies Station för att skydda fartyg och patrullera. Den 8 december 1940 jagade hon den tyska blockadlöparen Idarwald från Tampico i Mexiko. Innan hon hann ikapp Idarwald satte besättningen på det tyska fraktfartyget eld på det och sänkte det utanför Cabo Corrientes på Kuba.
I början av 1942 placerades Diomede i 9:e kryssarskvadronen som en del av South Atlantic and West African Squadron. Efter mer än ett decennium av tjänstgöring beslutades det att hon skulle dras tillbaka från aktiv tjänstgöring och från den 22 juli 1942 till den 24 september 1943 omvandlades hon till ett utbildningsfartyg vid Rosyth Dockyard. I och med krigsslutet placerades hon i reserv. Den 5 april 1946 såldes hon för skrotning till Arnott Young i Dalmuir.